# Fernandocrambus harpipterus
Fernandocrambus harpipterus là một loài bướm đêm trong họ Crambidae.